# ギフ加藤製作所
株式会社ギフ加藤製作所（ギフかとうせいさくしょ、GIFU KATO MANUFACTRING Co.,Ltd.）は、岐阜県岐阜市に本社を置く精密加工自動車部品、自動車制御機器部品メーカー。アイシングループを中心に、ドライブトレイン部品やブレーキ部品、エンジン及びボディ部品などをティア１メーカーに供給している。略称「KGK」。社是は「真心こそ人の道」。

## 沿革
- 1944年：加藤製作所として創業。
- 1972年：現社名に改名。
- 1987年：有限会社ホヅミ精密（現・株式会社Hozumi加藤精密）を設立。
- 2008年：大連岐阜加藤精密加工有限公司を設立。